# سیما (زمین‌شناسی)
سیما (انگلیسی: Sima) در زمین‌شناسی به لایه زیرین پوسته زمین گفته می‌شود که در آن سنگ‌ها غنی از منیزیم و کانی‌های سیلیکات و آلومینیم هستند. معمولاً سیما  به صورت بازالت به سطح زمین می‌رسد، بنابراین گاهی این لایه به نام «لایه بازالتی» پوسته زمین نیز خوانده می‌شود. همچنین به دلیل این که کف اقیانوس‌ها عمدتاً از سیما تشکیل شده‌است، گاهی این لایه را پوسته اقیانوسی نیز می‌نامند.
نام «سیما» از ترکیب دو حرف اول سیلیکا و منیزیم گرفته شده‌است. در مقابل نام سیال از ترکیب دو حرف اول سیلیسیم دی‌اکسید و آلومینیم گرفته شده‌است و برای اشاره به لایه بالایی پوسته قاره‌ای زمین به کار می‌رود.

## سنگ‌شناسی
سیما به دلیل افزایش مقدار آهن و منیزیم و کاهش مقدار آلومینیم دارای چگالی بیشتری (۲۸۰۰ تا ۳۳۰۰ کیلوگرم بر مترمکعب) نسبت به سیال است. هنگامی که سیماهای دارای چگالی بیشتر به سطح زمین می‌رسند، سنگ‌های مافیک یا سنگ‌های دارای کانی‌های مافیک را به وجود می‌آورند. چگال‌ترین سیما سیلیکای کمتری داشته و سنگ‌های اولترامافیک را پدید می‌آورند.